# کوچلا (کالیفرنیا)
کوچلا (به انگلیسی: Coachella) شهری در شهرستان ریورساید، کالیفرنیا ایالت کالیفرنیا است که در سرشماری سال ۲۰۱۹ میلادی، ۴۵,۱۸۱ نفر جمعیت داشته‌است.